# North Middletown (Nova Jersey)
North Middletown és una concentració de població designada pel cens dels Estats Units a l'estat de Nova Jersey. Segons el cens del 2000 tenia 3.165 habitants.

## Demografia
Segons el cens del 2000, North Middletown tenia 3.165 habitants, 1.026 habitatges, i 819 famílies. La densitat de població era de 2.656,6 habitants/km².
Dels 1.026 habitatges en un 45,8% hi vivien nens de menys de 18 anys, en un 57,8% hi vivien parelles casades, en un 16,4% dones solteres, i en un 20,1% no eren unitats familiars. En el 16,3% dels habitatges hi vivien persones soles el 6,9% de les quals corresponia a persones de 65 anys o més que vivien soles. El nombre mitjà de persones vivint en cada habitatge era de 3,08 i el nombre mitjà de persones que vivien en cada família era de 3,44.
Per edats la població es repartia de la següent manera: un 31% tenia menys de 18 anys, un 9% entre 18 i 24, un 33,8% entre 25 i 44, un 18,7% de 45 a 60 i un 7,6% 65 anys o més.
L'edat mediana era de 32 anys. Per cada 100 dones de 18 o més anys hi havia 91 homes.
La renda mediana per habitatge era de 54.954 $ i la renda mediana per família de 60.893 $. Els homes tenien una renda mediana de 49.120 $ mentre que les dones 28.929 $. La renda per capita de la població era de 20.462 $. Aproximadament el 4,6% de les famílies i el 6,3% de la població estaven per davall del llindar de pobresa.

## Poblacions més properes
El següent diagrama mostra les poblacions més properes.